# Polonia Bytom
TS Polonia Bytom este un club de fotbal din Bytom, Polonia.Echipa susține meciurile de acasă pe Stadion im. Edwarda Szymkowiaka cu o capacitate de 6.000 de locuri.

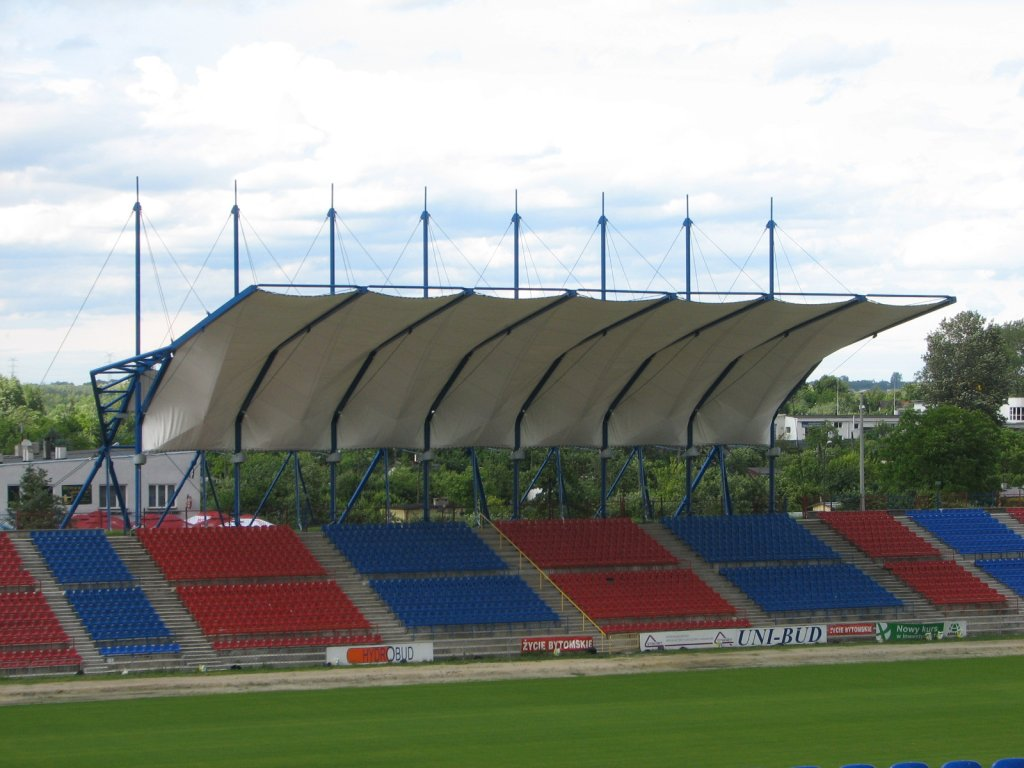
Stadion im. Edwarda Szymkowiaka